# Coupe de France de rugby à XIII 1937-1938
Vous lisez un « bon article » labellisé en 2023.
Navigation
Édition précédente Édition suivante
La Coupe de France de rugby à XIII 1937-1938 est la quatrième édition de la Coupe de France de rugby à XIII, compétition à élimination directe. Organisée par la Ligue française de rugby à XIII, elle met aux prises seize clubs et voit la victoire du club du R.C. Roanne, qui bat en finale le S.A. Villeneuvois au stade Paul-Arnauné de Toulouse. Il s'agit du premier titre de l'histoire de ce club.
L'édition 1938 met aux prises les onze clubs de Championnat de France de première division auxquels se sont joints les clubs de Bègles, Burdigala, Quartier Étudiants Club, Tonneins et Arcachon Littoral. Ces cinq derniers clubs ont pris part à cette édition après des éliminatoires. Ces seize clubs s'affrontent à partir de huitièmes de finale.

## Liste des équipes en compétition
| \| XIII Catalan Toulouse olympique XIII Bordeaux XIII RC Albigeois SA Villeneuvois US Lyon-Villeurbanne RC Roanne Côte basque XIII Pau XIII Bègles Paris XIII Dax XIII Burdigala Tonneins XIII Quartier Étudiants Club Arcachon Littoral \| Clubs prenant à la Coupe de France de rugby à XIII 1938. |
| XIII Catalan Toulouse olympique XIII Bordeaux XIII RC Albigeois SA Villeneuvois US Lyon-Villeurbanne RC Roanne Côte basque XIII Pau XIII Bègles Paris XIII Dax XIII Burdigala Tonneins XIII Quartier Étudiants Club Arcachon Littoral                                                                |

| Clubs de Première division (11) | Clubs amateurs (5)       |
| arrivent en 8e de finale        | arrivent en 8e de finale |
| ------------------------------- | ------------------------ |
| S.A. Villeneuvois               | Burdigala                |
| Dax XIII                        | Bègles                   |
| Bordeaux XIII                   | Quartier Étudiants Club  |
| XIII Catalan                    | Arcachon Littoral        |
| Toulouse olympique XIII         | Tonneins XIII            |
| R.C. Albigeois                  |                          |
| U.S. Lyon-Villeurbanne          |                          |
| Côte basque XIII                |                          |
| Pau XIII                        |                          |
| R.C. Roanne                     |                          |
| Paris XIII                      |                          |

Lors de l'édition de cette Coupe de France, c'est la première fois que des huitièmes de finale sont intégrés au calendrier. Le club du Toulouse olympique XIII est l'unique club professionnel effectuant ses débuts dans cette compétition à la suite de sa création le 22 octobre 1937. Il s'agit également de leur première participation aux quatre clubs amateurs Burdigala, Bègles, Tonneins et Arcachon Littoral. 

## Déroulement de la compétition

### Tableau final
|  | Huitièmes de finale 26-27 mars 1938 | Huitièmes de finale 26-27 mars 1938 |                   |    | Quarts de finale 10 avril 1938 | Quarts de finale 10 avril 1938 |  |  | Demi-finales 23 avril 1938 | Demi-finales 23 avril 1938 |  |  | Finale 8 mai 1938               | Finale 8 mai 1938               |
|  | Huitièmes de finale 26-27 mars 1938 | Huitièmes de finale 26-27 mars 1938 |                   |    | Quarts de finale 10 avril 1938 | Quarts de finale 10 avril 1938 |  |  | Demi-finales 23 avril 1938 | Demi-finales 23 avril 1938 |  |  | Finale 8 mai 1938               | Finale 8 mai 1938               |
|  |                                     |                                     |                   |    |                                |                                |  |  |                            |                            |  |  |                                 |                                 |
|  | à Roanne                            | à Roanne                            |                   |    | à Villeurbanne                 | à Villeurbanne                 |  |  | à Narbonne                 | à Narbonne                 |  |  | Au stade Paul-Arnauné, Toulouse | Au stade Paul-Arnauné, Toulouse |
|  | à Roanne                            | à Roanne                            |                   |    | à Villeurbanne                 | à Villeurbanne                 |  |  | à Narbonne                 | à Narbonne                 |  |  | Au stade Paul-Arnauné, Toulouse | Au stade Paul-Arnauné, Toulouse |
|  | R.C. Roanne                         | 43                                  |                   |    | à Villeurbanne                 | à Villeurbanne                 |  |  | à Narbonne                 | à Narbonne                 |  |  | Au stade Paul-Arnauné, Toulouse | Au stade Paul-Arnauné, Toulouse |
|  | R.C. Roanne                         | 43                                  |                   |    | à Villeurbanne                 | à Villeurbanne                 |  |  | à Narbonne                 | à Narbonne                 |  |  | Au stade Paul-Arnauné, Toulouse | Au stade Paul-Arnauné, Toulouse |
|  | Bègles                              | 6                                   |                   |    | à Villeurbanne                 | à Villeurbanne                 |  |  | à Narbonne                 | à Narbonne                 |  |  | Au stade Paul-Arnauné, Toulouse | Au stade Paul-Arnauné, Toulouse |
|  | Bègles                              | 6                                   | R.C. Roanne       | 12 |                                |                                |  |  | à Narbonne                 | à Narbonne                 |  |  | Au stade Paul-Arnauné, Toulouse | Au stade Paul-Arnauné, Toulouse |
|  | à Lyon                              |                                     | R.C. Roanne       | 12 |                                |                                |  |  | à Narbonne                 | à Narbonne                 |  |  | Au stade Paul-Arnauné, Toulouse | Au stade Paul-Arnauné, Toulouse |
|  |                                     | Toulouse olympique XIII             | 7                 |    |                                |                                |  |  | à Narbonne                 | à Narbonne                 |  |  | Au stade Paul-Arnauné, Toulouse | Au stade Paul-Arnauné, Toulouse |
|  | Toulouse olympique XIII             | Toulouse olympique XIII             | 7                 | 19 |                                |                                |  |  | à Narbonne                 | à Narbonne                 |  |  | Au stade Paul-Arnauné, Toulouse | Au stade Paul-Arnauné, Toulouse |
|  | Toulouse olympique XIII             | à Narbonne                          |                   | 19 |                                |                                |  |  | à Narbonne                 | à Narbonne                 |  |  | Au stade Paul-Arnauné, Toulouse | Au stade Paul-Arnauné, Toulouse |
|  | Paris XIII                          | 7                                   |                   |    |                                |                                |  |  | à Narbonne                 | à Narbonne                 |  |  | Au stade Paul-Arnauné, Toulouse | Au stade Paul-Arnauné, Toulouse |
|  | Paris XIII                          | 7                                   | R.C. Roanne       | 17 |                                |                                |  |  |                            |                            |  |  | Au stade Paul-Arnauné, Toulouse | Au stade Paul-Arnauné, Toulouse |
|  | le 3 avril 1938 à Toulouse          |                                     | R.C. Roanne       | 17 |                                |                                |  |  |                            |                            |  |  | Au stade Paul-Arnauné, Toulouse | Au stade Paul-Arnauné, Toulouse |
|  |                                     | XIII Catalan                        | 10                |    |                                |                                |  |  |                            |                            |  |  | Au stade Paul-Arnauné, Toulouse | Au stade Paul-Arnauné, Toulouse |
|  | XIII Catalan                        | XIII Catalan                        | 10                | 18 |                                |                                |  |  |                            |                            |  |  | Au stade Paul-Arnauné, Toulouse | Au stade Paul-Arnauné, Toulouse |
|  | XIII Catalan                        | à Bordeaux                          |                   | 18 |                                |                                |  |  |                            |                            |  |  | Au stade Paul-Arnauné, Toulouse | Au stade Paul-Arnauné, Toulouse |
|  | Dax XIII                            | 3                                   |                   |    |                                |                                |  |  |                            |                            |  |  | Au stade Paul-Arnauné, Toulouse | Au stade Paul-Arnauné, Toulouse |
|  | Dax XIII                            | 3                                   | XIII Catalan      | 7  |                                |                                |  |  |                            |                            |  |  | Au stade Paul-Arnauné, Toulouse | Au stade Paul-Arnauné, Toulouse |
|  | à Bordeaux                          |                                     | XIII Catalan      | 7  |                                |                                |  |  |                            |                            |  |  | Au stade Paul-Arnauné, Toulouse | Au stade Paul-Arnauné, Toulouse |
|  |                                     | Bordeaux XIII                       | 5                 |    |                                |                                |  |  |                            |                            |  |  | Au stade Paul-Arnauné, Toulouse | Au stade Paul-Arnauné, Toulouse |
|  | Bordeaux XIII                       | Bordeaux XIII                       | 5                 | 52 |                                |                                |  |  |                            |                            |  |  | Au stade Paul-Arnauné, Toulouse | Au stade Paul-Arnauné, Toulouse |
|  | Bordeaux XIII                       | à Bordeaux                          |                   | 52 |                                |                                |  |  |                            |                            |  |  | Au stade Paul-Arnauné, Toulouse | Au stade Paul-Arnauné, Toulouse |
|  | Burdigala                           | 3                                   |                   |    |                                |                                |  |  |                            |                            |  |  | Au stade Paul-Arnauné, Toulouse | Au stade Paul-Arnauné, Toulouse |
|  | Burdigala                           | 3                                   | R.C. Roanne       | 36 |                                |                                |  |  |                            |                            |  |  |                                 |                                 |
|  | à Villeneuve-sur-Lot                |                                     | R.C. Roanne       | 36 |                                |                                |  |  |                            |                            |  |  |                                 |                                 |
|  |                                     | S.A. Villeneuvois                   | 12                |    |                                |                                |  |  |                            |                            |  |  |                                 |                                 |
|  | S.A. Villeneuvois                   | S.A. Villeneuvois                   | 12                | 57 |                                |                                |  |  |                            |                            |  |  |                                 |                                 |
|  | S.A. Villeneuvois                   |                                     |                   | 57 |                                |                                |  |  |                            |                            |  |  |                                 |                                 |
|  | Tonneins XIII                       | 6                                   |                   |    |                                |                                |  |  |                            |                            |  |  |                                 |                                 |
|  | Tonneins XIII                       | 6                                   | S.A. Villeneuvois | 11 |                                |                                |  |  |                            |                            |  |  |                                 |                                 |
|  | à Lyon                              |                                     | S.A. Villeneuvois | 11 |                                |                                |  |  |                            |                            |  |  |                                 |                                 |
|  |                                     | U.S. Lyon-Villeurbanne              | 7                 |    |                                |                                |  |  |                            |                            |  |  |                                 |                                 |
|  | U.S. Lyon-Villeurbanne              | U.S. Lyon-Villeurbanne              | 7                 | 49 |                                |                                |  |  |                            |                            |  |  |                                 |                                 |
|  | U.S. Lyon-Villeurbanne              | à Dax                               |                   | 49 |                                |                                |  |  |                            |                            |  |  |                                 |                                 |
|  | Quartier Étudiants Club             | 11                                  |                   |    |                                |                                |  |  |                            |                            |  |  |                                 |                                 |
|  | Quartier Étudiants Club             | 11                                  | S.A. Villeneuvois | 15 |                                |                                |  |  |                            |                            |  |  |                                 |                                 |
|  | à Arcachon                          |                                     | S.A. Villeneuvois | 15 |                                |                                |  |  |                            |                            |  |  |                                 |                                 |
|  |                                     | Côte Basque XIII                    | 0                 |    |                                |                                |  |  |                            |                            |  |  |                                 |                                 |
|  | Côte Basque XIII                    | Côte Basque XIII                    | 0                 | 33 |                                |                                |  |  |                            |                            |  |  |                                 |                                 |
|  | Côte Basque XIII                    |                                     |                   | 33 |                                |                                |  |  |                            |                            |  |  |                                 |                                 |
|  | Arcachon Littoral                   | 14                                  |                   |    |                                |                                |  |  |                            |                            |  |  |                                 |                                 |
|  | Arcachon Littoral                   | 14                                  | Côte Basque XIII  | 7  |                                |                                |  |  |                            |                            |  |  |                                 |                                 |
|  | à Bordeaux                          |                                     | Côte Basque XIII  | 7  |                                |                                |  |  |                            |                            |  |  |                                 |                                 |
|  |                                     | Pau XIII                            | 0                 |    |                                |                                |  |  |                            |                            |  |  |                                 |                                 |
|  | Pau XIII                            | Pau XIII                            | 0                 | 3  |                                |                                |  |  |                            |                            |  |  |                                 |                                 |
|  | Pau XIII                            |                                     |                   | 3  |                                |                                |  |  |                            |                            |  |  |                                 |                                 |
|  | R.C. Albigeois                      | 2                                   |                   |    |                                |                                |  |  |                            |                            |  |  |                                 |                                 |
|  | R.C. Albigeois                      | 2                                   |                   |    |                                |                                |  |  |                            |                            |  |  |                                 |                                 |

### Huitièmes de finale
Le tirage au sort des huitièmes de finale pour le coup d'envoi de cette édition de Coupe de France se déroule lors d'une réunion tenue à Paris le samedi 19 mars 1938 pour des rencontres programmées les samedi 26 et dimanche 27 mars. Cinq clubs amateurs prennent part à cette compétition — Bègles, Burdigala, Tonneins, Quartier Étudiants Club et Arcachon Littoral — accompagnés des onze pensionnaires de première division. Trois rencontres opposent deux équipes de première division — Toulouse olympique XIII - Paris XIII, XIII Catalan - Dax XIII et R.C. Albigeois - Pau XIII —, toutefois chacune de ces oppositions met aux prises un favori (Toulouse, XIII Catalan et Albi).
Ces confrontations disputées le week-end du 26-27 mars, à l'exception de XIII Catalan-Dax XIII disputé le 3 avril 1938 au stade des Minimes, n'ont pas débouché sur des surprises notables à l'exception de la victoire de Pau XIII sur le R.C. Albigeois 8-2 avec un Roger Lanta des grands jours.

### Quarts de finale
Les quarts de finale de la Coupe ont lieu le dimanche 10 avril 1938.
| Quart de finale Dimanche 10 avril 1938 | R.C. Roanne                                                                                   | 12 - 7 (5 - 2) | Toulouse olympique XIII                              | Stade municipal, Villeurbanne Arbitre : M. Lehmann (Paris) |
| Quart de finale Dimanche 10 avril 1938 | Essai(s) : Rousié, Bellan Transformation(s) : Servole Pénalité(s) : Servole Drop(s) : Samatan |                | Essai(s) : Gau Transformation(s) : Bès Drop(s) : Gau | Stade municipal, Villeurbanne Arbitre : M. Lehmann (Paris) |
| Quart de finale Dimanche 10 avril 1938 |                                                                                               |                |                                                      | Stade municipal, Villeurbanne Arbitre : M. Lehmann (Paris) |

Pour cette rencontre jouée à Villeurbanne, le Toulouse olympique XIII doit effectuer un long trajet au contraire de son adversaire. Sur le papier, le R.C. Roanne présente de meilleures individualités telles que Max Rousié, Robert Samatan et Léopold Servole mais les Toulousains, nouveaux venus à XIII, ont une réputation de rugueux pouvant surprendre.
La partie est émaillée par de nombreuses bagarres. Violente, voire brutale, l'opposition entre ces deux équipes se rendant coup pour coup débouche sur une victoire roannaise 12-7. Le Roannais Vincent Martimpé-Gallart, atteint par un coup de pied, a dû être emporté à l’hôpital et le Toulousain Louis Brané ressort groggy d'une bagarre générale au coup de sifflet final. Le vent joue un rôle déterminant dans la rencontre. André Gau ouvre la marque pour Toulouse qui joue avec le vent via un drop avant de céder sur un essai de Rousié transformé par Servole. En seconde période, porté par le vent, les Roannais marquent un nouveau drop par Samatan pour mener 9-2 suivi d'un essai de Jean Bellan. En fin de rencontre, Gau marque un essai transformé par Sylvain Bès mais, malgré les offensives toulousaines, le score n'évolue pas.
| Quart de finale Dimanche 10 avril 1938 | XIII Catalan                                | 7 - 5 (0 - 5) | Bordeaux XIII                                        | Stade Cassayet, Narbonne |
| Quart de finale Dimanche 10 avril 1938 | Essai(s) : 1 Azais Pénalité(s) : 2 Noguères |               | Essai(s) : 1 Estoueigt Transformation(s) : 1 Laroche | Stade Cassayet, Narbonne |
| Quart de finale Dimanche 10 avril 1938 |                                             |               |                                                      | Stade Cassayet, Narbonne |

La rencontre entre le XIII Catalan et Bordeaux XIII se déroule dans l'une des villes fortes du Languedoc acquise au rugby à XV, au stade Cassayet de Narbonne, ceci constituant une excellente promotion du rugby à XIII entre deux équipes de premier plan.
Devant une foule des grands jours, Bordeaux prend le dessus grâce au vent en première période et marque un essai par Cyprien Estoueigt sur un service de François Nouel. Bordeaux mène 5-0 à la mi-temps. Le vent est alors avec les Perpignanais dans le second acte mais celui-ci gêne les acteurs qui ne se montrent guère brillants. Le XIII Catalan grignote son retard par une pénalité puis un drop pour porter le score à 5-4 pour Bordeaux. À quelques minutes de la fin de la partie, le Catalan Jean Azaïs marque l'essai de la gagne et permet à son équipe de s'imposer 7-5.
| Quart de finale Dimanche 10 avril 1938 | S.A. Villeneuvois                                                                              | 11 - 7 (5 - 2) | U.S. Lyon-Villeurbanne                                        | Bordeaux |
| Quart de finale Dimanche 10 avril 1938 | Essai(s) : 3 Cougnenc (38e), Brinsolles (77e), Guiral (79e) Transformation(s) : 1 Guiral (38e) |                | Essai(s) : 1 Lambert (55e) Pénalité(s) : 2 Marty (35e et 50e) | Bordeaux |
| Quart de finale Dimanche 10 avril 1938 |                                                                                                |                |                                                               | Bordeaux |

Le S.A. Villeneuvois fait figure de favori dans cette opposition prenant place à Bordeaux contre l'U.S. Lyon-Villeurbanne en raison de leurs trois victoires sur ce même adversaire en Championnat de France,.
Les Lyonnais emmenés par Charles Petit déjouent les pronostics durant une grande partie d'une rencontre passionnante. La première mi-temps, âprement disputée, invite à la prudence les deux équipes dont la défense prend le pas sur les velléités offensives. Le score se débloque dans les cinq dernières minutes de ce premier acte par une pénalité du Lyonnais Henri Marty à laquelle les Villeneuvois répondent par un essai d'Étienne Cougnenc transformé par Marius Guiral leur permettant de rentrer aux vestiaires en menant 5-2. Au retour des vestiaires, Marty marque une seconde pénalité (5-4) puis son coéquipier Laurent Lambert s'en va inscrire un essai permettant aux Lyonnais de s'emparer du score 7-5. Rien n'est alors marqué jusqu'à la 77e minute sur une percée de Pierre Brinsolles pour marquer un essai, les Villeuneuvois reprennent ainsi l'avantage et enfoncent le clou dans l'ultime minute par un essai de Guiral.
| Quart de finale Dimanche 10 avril 1938 | Côte basque XIII                                                | 7 - 0 (2 - 0) | Pau XIII | Dax |
| Quart de finale Dimanche 10 avril 1938 | Essai(s) : 1 Portet Pénalité(s) : 1 Bizauta Drop(s) : 1 Hiriart |               |          | Dax |
| Quart de finale Dimanche 10 avril 1938 |                                                                 |               |          | Dax |

Côte basque XIII, jouant les premiers rôles en Championnat, est grand favori devant Pau XIII qui bataille aux dernières places.
Dans cette rencontre, les Palois surprennent les Basques en imposant le rythme au cours de la première mi-temps. Les Basques font le dos rond et contre le cours du jeu ouvrent le score par un drop d'André Hiriart pour mener à la mi-temps 2-0. Pau connaît en seconde période les mêmes soucis d'efficacité et voit sa domination stérile. Les Basques sont mêmes réduits à douze éléments à la suite de la sortie sur blessure de Coquiaud mais aggravent le score par un essai de Portet et une transformation de Bizauta scellant le score final de 7-0.

### Demi-finales
Les demi-finales de la Coupe ont lieu les 23 et 24 avril 1938.
| Demi-finale Dimanche 23 avril 1938 | S.A. Villeneuvois                                                                        | 15 - 0 (7 - 0) | Côte basque XIII | Bordeaux |
| Demi-finale Dimanche 23 avril 1938 | Essai(s) : 3 Cougnenc, Brunetaud (2) Transformation(s) : 2 Guiral Pénalité(s) : 1 Guiral |                |                  | Bordeaux |
| Demi-finale Dimanche 23 avril 1938 |                                                                                          |                |                  | Bordeaux |

Côte basque XIII, devant le S.A. Villeneuvois au Championnat de France et auteur d'un début de saison réussi, semble marquer le pas en cette fin de saison, battu en quart-de-finale du Championnat il y a quelques jours par le RC Albigeois 16-9, et doit se résoudre de se passer d'André Rousse pour cette rencontre. Le SA Villeneuvois, de son côté en excellente forme, s'est défait en quart-de-finale du Toulouse olympique XIII 17-7 et sera opposé au R.C. Roanne en demi-finale.
La rencontre, disputée à Bordeaux, est une maîtrise totale du club du SA Villeneuvois qui ne laisse pas son adversaire marquer un seul point. La première mi-temps permet au club de Marius Guiral de mener 7-0 par deux coups de botte de ce dernier et par un essai d'Étienne Cougnenc. La seconde période est très similaire à la première avec cette fois-ci deux essais de Maurice Brunetaud et un nouveau but de Guiral pour un score final de 15-0. L'équipe villeneuvoise a formé un bloc solide et uni, ne donnant aucune possibilité aux Basques aux efforts méritoires de déborder ou de passer par le centre grâce à une bonne occupation du terrain.
| Demi-finale Dimanche 24 avril 1938 | R.C. Roanne | 17 - 10 (5 - 5) | XIII Catalan                                                                   | Stade Cassayet, Narbonne 12 000 spectateurs Arbitre : M. Frank Peel |
| Demi-finale Dimanche 24 avril 1938 | Essai(s) : 3 J. Dauger, Rousié, Bellan Transformation(s) : 1 Servole Pénalité(s) : 2 Servole, Rousié Drop(s) : 1 Rousié |                 | Essai(s) : 2 Bigorre, Bosc Transformation(s) : 1 Noguères Pénalité(s) : 1 Bosc | Stade Cassayet, Narbonne 12 000 spectateurs Arbitre : M. Frank Peel |
| Demi-finale Dimanche 24 avril 1938 | |                 |                                                                                | Stade Cassayet, Narbonne 12 000 spectateurs Arbitre : M. Frank Peel |

Le R.C. Roanne constellé de stars est le grandissime favori de cette opposition, toutefois le XIII Catalan compte dérégler la belle mécanique roannaise d'autant plus que la rencontre est programmée au stade Cassayet de Narbonne, théâtre de leur qualification lors de leur quart-de-finale.
La foule est venue nombreuse de la précédente affiche XIII Catalan-Bordeaux XIII en quart-de-finale comprenant dans l'assistance les dirigeants du R.C. Narbonne, du F.C. Lézignan et de l'AS Carcassonne. En début de partie, une erreur du néophyte à XIII, le Catalan Rivière, permet au R.C. Roanne de marquer les deux premiers points par la botte de Léopold Servole. Un premier tournant dans la partie intervient peu après à la suite de la sortie définitive de Robert Samatan sur blessure laissant ses coéquipiers le reste du match à douze, les Perpignanais en profitent et marquent un essai par Émile Bosc transformé par François Noguères. La seconde période est soumise aux envolées offensives des deux équipes. L'essai de Max Rousié précède deux essais catalans de Bigorre, puis le même Rousié réussit un drop de 50 mètres et enfin le jeune Jean Dauger sert Jean Bellan envoyé à l'essai. Le R.C. Roanne se montre supérieur et s'impose 17-10 pour atteindre leur première finale de Coupe de France de leur histoire.

### Finale - 8 mai 1938
(mt : 13 - 2)
Points marqués :
- R.C. Roanne : 8 essais de Carrère (12e), Lamarque (27e, 62e et 80e), H. Gibert (31e), Samatan (46e), Griffard (48e), Rousié (55e) ; 6 transformations de Servole (12e, 31e, 46e, 55e, 62e et 80e).
- S.A. Villeneuvois : 2 essais de Puyuelo (57e) et Calmel (70e) ; 1 transformation de Guiral (57e) ; 2 pénalité de Guiral (35e) et de Daffis (74e).

Évolution du score : 5-0, 8-0, 13-0, 13-2 (mi-temps), 16-2, 21-2, 26-2, 26-7, 31-7, 31-12, 36-12.
Arbitre : M. Dobson
Spectateurs : 12 000
Composition des équipes :
- R.C. Roanne : Léopold Servole - Charles Lamarque, Max Rousié, Jean Dauger, Jean Bellan - Robert Samatan (o, c), Robert Dauger (m) - Louis Gibert, Vincent Martimpé-Gallart, Henri Gibert, Joseph Griffard, Paul Piany, Joseph Carrère
- S.A. Villeneuvois : Marius Guiral - Marcel Delhommeau, René Lhoste, Étienne Cougnenc, Baptiste Carbo - Georges Lhespitaou (o), Pierre Brinsolles(m) - Jean Daffis, Henri Durand, Urbain Tissinier, Calmel, Antoine Puyuelo, Maurice Brunetaud

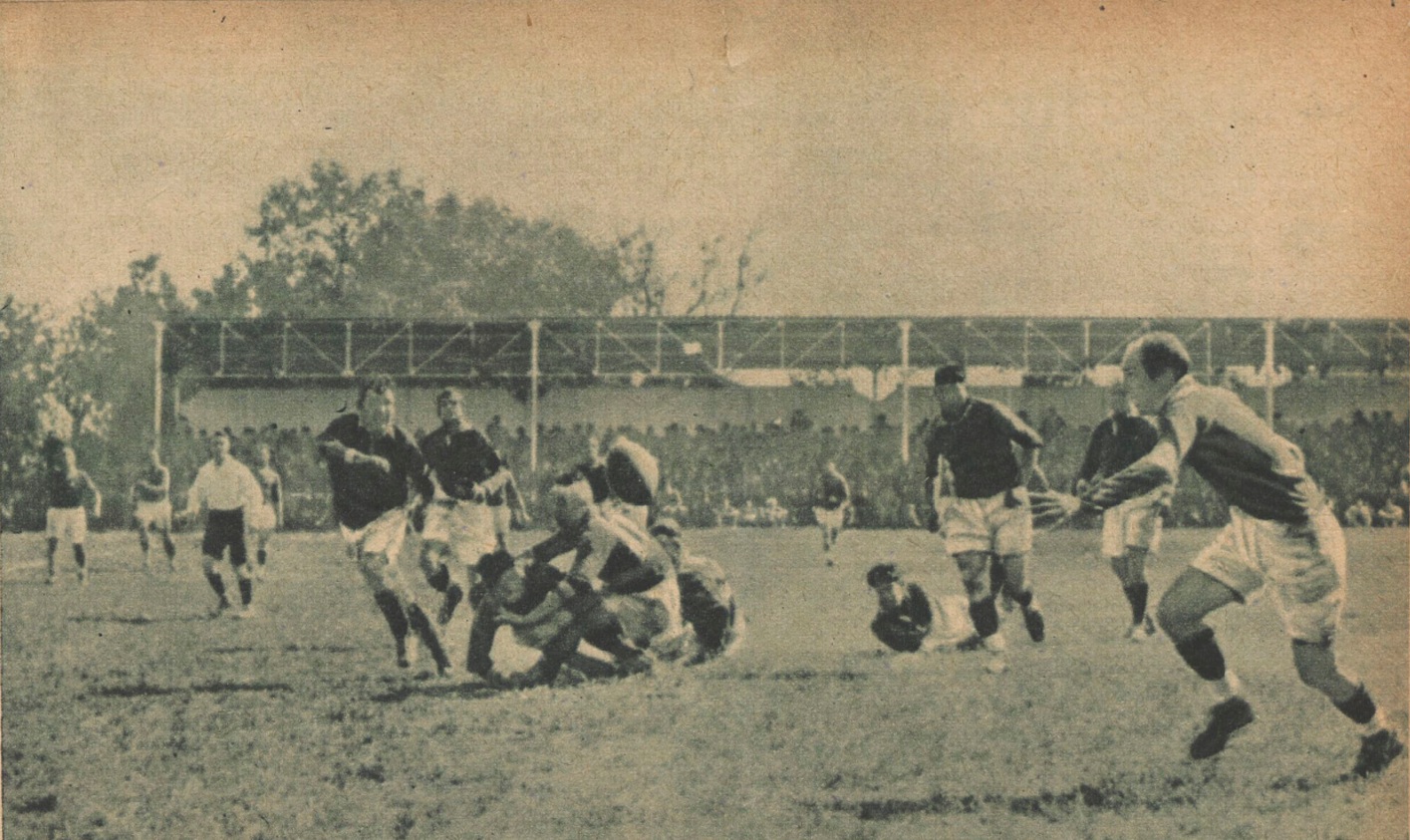
R.C. Roanne-S.A. Villeneuvois (36-12) en finale de la Coupe des Treize. Bien que sévèrement ceinturé par Griffard, Cougnenc, à terre, tente une passe. On reconnaît à gauche, H. Gibert, dont l'attitude pourrait faire croire que c'est lui qui a lancé le ballon à R. Lhoste, à droite.

La finale se déroule une semaine après la demi-finale du Championnat dans laquelle le S.A. Villeneuvois élimine le R.C. Roanne et ses stars 3-2. Elle se déroule au stade Paul-Arnauné de Toulouse et compte dans son public le maire de Toulouse Antoine Ellen-Prévot. Le R.C. Roanne dispute sa première finale de Coupe de France et s'est imposé contre Bègles, le Toulouse olympique XIII et le XIII Catalan pour s'y hisser. Le S.A. Villeneuvois, quant à lui tenant du titre de la Coupe remportée en 1937, s'est imposé contre Tonneins, Lyon-Villeurbanne et Côte basque. Les deux équipes s'affrontent donc pour une revanche de la demi-finale du Championnat.
Les équipes présentent leurs meilleurs éléments. Le R.C. Roanne, comptant sur le retour de son capitaine Robert Samatan, choisit d'aligner Robert Dauger à la place de Gabriel Clément et Léopold Servole à la place d'Eugène Chaud. Villeneuve aligne Maurice Brunetaud en troisième ligne bien qu'il soit blessé, ce choix de le faire jouer amène un avantage au R.C. Roanne qui saura en profiter.
Après des minutes d'observations entre les deux équipes avec une ample distribution de coups de pied et de nombreuses interventions de l'arbitre anglais M. Dobson, le R.C. Roanne décide d’accélérer le jeu au quart d'heure sur une sortie de mêlée par Joseph Griffard lançant idéalement Joseph Carrère à l'essai transformé ensuite par Léopold Servole. Quelques instants plus tard, Robert Dauger fait une percée et laisse Charles Lamarque scorer l'essai. Le S.A. Villeneuveest dépassé à ce moment-là du match et ne peut éviter dans l'enchaînement des évènements l'ailier roannais Jean Bellan, qui se joue de la défense adverse pour remettre au puissant Henri Gibert qui va de son essai transformé par Servolle. Le score est alors de 13-0 pour le R.C. Roanne avant que l'arrière villeneuvois Marius Guiral vienne ouvrir le score de son côté par une pénalité et conclure cette première mi-temps à 13-2 à l'avantage du R.C. Roanne.

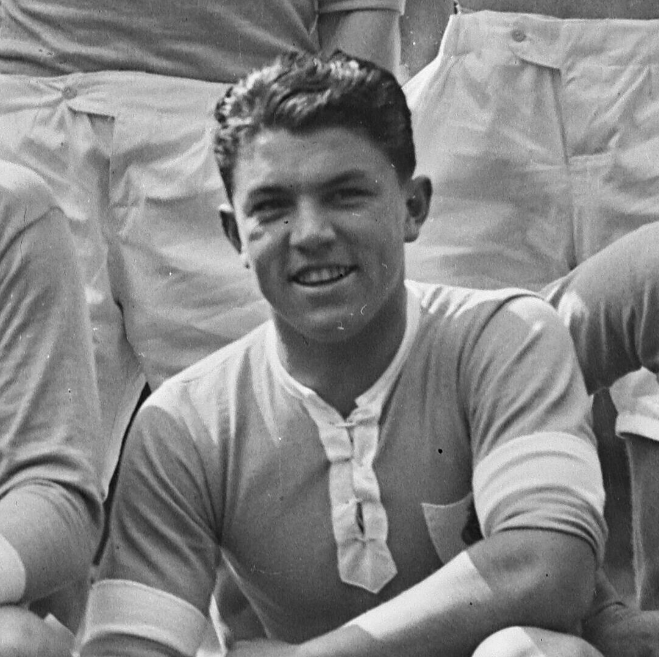
L'ex-Villeneuvois Max Rousié est l'un des artisans du titre roannais.

Pas de sursaut des Villeneuvois fatigués par l'effort fourni en première période puisqu'en seconde période, le score s'envole en faveur du R.C. Roanne avec deux essais rapidement inscrits par Robert Samatan et Griffard, puis un troisième par Max Rousié. Le R.C. Roanne mène alors 21-2 dans cette finale à sens unique. C'est alors le premier moment du match où le S.A. Villeneuve parvient à pénétrer dans le camp adverse. Le champion de lutte Antoine Puyuelo récupère un ballon à suivre de Lhespitaou pour marquer le premier essai villeneuvois transformé par Guiral. La fin de match voit les deux équipes se rendre coup pour coup, puis le R.C. Roanne réplique par un essai de Lamarque auquel répond le Villeneuvois Calmel et une pénalité de Jean Daffis, avant que Lamarque y aille de son triplé pour clore le score final à 36-12 pour le premier titre de Coupe de France remporté par Roanne.
Parmi les réactions, ce résultat permet au président du R.C. Roanne, Claude Devernois, d'exulter en déclarant : « Cette victoire me comble de joie. Je ne l'espérais pas aussi complète. Notre équipe a très bien joué. La partie a été très belle. » Le vice-président du S.A. Villeneuvois, M. de Perricot, reconnaît la supériorité du R.C. Roanne sur cette rencontre, félicitant son adversaire et pense aussitôt à la finale du Championnat à préparer pour son club contre le R.C. Albigeois le dimanche suivant. L'arrière du S.A. Villeneuvois, Guiral, fait le même constat concernant la fatigue de son équipe qui enchaîne de gros matchs en cette fin de saison et espère un dénouement plus heureux en Championnat. Enfin, Rousié, l'ancien joueur du S.A. Villeneuvois, est heureux d'ajouter ce titre à son palmarès avec cette victoire nette et souhaite « la victoire de [ses] compatriotes en finale de Championnat », tout comme Samatan pour qui gagner chez lui à Toulouse « revêt une importance que les mots ne traduiront pas ». Le maire de Toulouse, M. Ellen-Prévot, déclare quant à lui : « C'est vraiment magnifique et j'avoue, à ma grande honte, que je ne concevais pas le jeu de rugby de cette manière. […] je crois comprendre par les acclamations que la foule toulousaine a été conquise par leur maîtrise [des Roannais]. »